# Distretto di Khogyani (Nangarhar)
Il distretto di Khogyani è un distretto dell'Afghanistan appartenente alla provincia del Nangarhar. Viene stimata una popolazione di 63 547 abitanti (stima 2016-17).